# Mödingen
Mödingen è un comune tedesco di 1 376 abitanti, situato nel land della Baviera.